# Sclerostegia
Sclerostegia é um género botânico pertencente à família Amaranthaceae. Na classificação tradicional é colocadas na família Chenopodiaceae. Três das espécies são endémicas da Austrália.
São pequenas plantas vivazes, de ramos suculentos e com folhas reduzidas e espinhosas.
Estudos moleculares estão em curso com vista a uma classificação mais precisa do género.

## Espécies
- Sclerostegia arbuscula
- Sclerostegia medullosa
- Sclerostegia disarticulata
- Sclerostegia tenuis